# Soupe-Opéra
Soupe-Opéra es un programa de televisión para niños. Creado en Francia en 1991, producido por Marlou Films.
En Australia fue originalmente televisado por el canal ABC1, pero actualmente se transmite en su señal hermana ABC2. En Latinoamérica fue transmitido por Cartoon Network, Once Niños 
El programa es de culto en Francia y en Australia. Esto se debe principalmente a los adolescentes de la época actual, que vieron el programa cuando era nuevo en la primera mitad de 1990. Los episodios originales han estado siendo subido a YouTube.

## Trama
En cada episodio, frutas y verduras salían de una canasta de forma espontánea, moviéndose por sí mismas, y se cortaban para formar animales y objetos. Los animales realizaban a continuación otras acciones, tales como comer los restos de comida. En algunos episodios, la comida sale de un cubo de basura para formar animales, como una zarigüeya.

## Música y efectos sonoros
Cada episodio cuenta con más o menos la misma canción, ejecutada durante todo el corto. Las diferencias consisten en pequeños efectos de sonido cuando el animal come, hace ruidos, etc. La canción principal se inicia con sólo una voz femenina cantando «Soupe Opéra» con acento francés. Luego suenan tambores generados por computadora, con un fuerte beat 4/4, y una voz que cantaba en una especie de gemido «Ah Oo Oo Oo Oh Oh». El sonido de esta canción, con sus efectos de sonido un tanto al azar, es típico de la década de 1990.